# Воложенин, Андрей Григорьевич
Андрей Григорьевич Воложенин (27 октября 1902, Канаши, Пермская губерния — 14 сентября 1975, Уссурийск, Приморский край) — советский учёный агроном и селекционер, кандидат сельскохозяйственных наук (1940), старший научный сотрудник (1940). Директор Приморской краевой сельскохозяйственной опытной станции. Заслуженный агроном РСФСР (1962). Герой Социалистического Труда (1966). Участник Великой Отечественной войны, старший техник-лейтенант.

## Биография
Андрей Воложенин родился 27 октября 1902 года  в крестьянской семье в селе Канашском Иванищевской волости Шадринского уезда Пермской губернии, ныне село Канаши входит в Шадринский муниципальный округ Курганской области. Русский.
В 1903 году семья переехала на Дальний Восток, завербовавшись на строительство Китайско-Восточной железной дороги. С 1910 года жили в городе Благовещенске, где Андрей окончил гимназию.
С 1921 по 1923 год проходил обучение на агрономическом факультете Читинского института народного образования (осенью 1923 года переведён во Владивосток) и с 1923 по 1926 год в Государственном дальневосточном университете, по окончании которого получил специализацию агронома.
С 1926 по 1929 год — лаборант и ассистент Отдела риса, с 1929 по 1930 год — заведующий Отделом риса Приморской областной опытной станции.
С 1931 по 1941 год, в течение десяти лет, А. Г. Воложенин работал заместителем директора по науке и директором Дальневосточной зональной рисовой опытной станции. Под руководством и при непосредственном участии А. Г. Воложенина было проведено укрупнение станции с созданием дополнительных научных отделов, в области научно-исследовательской деятельности были проведены первые научные изыскания в области культуры риса Дальнего Востока и было выделено три сорта риса, предназначенного для этого региона. С 1940 года был участником Всесоюзной сельскохозяйственной выставки СССР, на которой им были представлены новые сорта риса (Сантахезский 13 и Сантахезский 21), за свои достижения был удостоен серебряной медали выставки. В 1940 году Президиумом ВАСХНИЛ «за научный вклад в развитие Дальнего Востока» А. Г. Воложенину без защиты была присуждена учёная степень — кандидат сельскохозяйственных наук и учёное звание — старший научный сотрудник.
В 1941 году вступил в ВКП(б), в 1952 году партия переименована в КПСС.
С 1941 года после начала Великой Отечественной войны был призван в ряды Рабоче-Крестьянской Красной армии. Служил в 53-м отдельном батальоне связи, техник-интендант 1 ранга (старший техник-лейтенант). С 17 апреля 1942 года как специалист высочайшего класса был отозван из действующей армии и назначен на должность главного агронома Уссурийского зернового и животноводческого треста.
С апреля 1946 по 1950 и с мая 1954 по март 1970 год — директор Приморской государственной селекционной опытной станции. С ноября 1950 по март 1954 год — начальник сельскохозяйственной пропаганды Приморского краевого управления сельского хозяйства.
3 марта 1962 года Указом Президиума Верховного Совета РСФСР «за успехи, достигнутые в развитии сельского хозяйства» Андрей Григорьевич Воложенин был удостоен почётного звания — Заслуженный агроном РСФСР.
22 марта 1966 года Указом Президиума Верховного Совета СССР «за достигнутые успехи в развитии животноводства, увеличении производства и заготовок мяса, молока, яиц, шерсти и другой продукции» Андрей Григорьевич Воложенин был удостоен звания Героя Социалистического Труда с вручением Ордена Ленина и золотой медали «Серп и Молот».
С 1970 после выхода на пенсию занимался преподавательской деятельностью на кафедре растениеводства Приморского сельскохозяйственного института. А. Г. Воложенин был автором более пятидесяти научных работ и монографий по селекции, агротехнике и семеноводству сельскохозяйственных культур.
Помимо основной деятельности занимался и общественно-политической работой: был депутатом Приморского краевого исполнительного комитета Совета депутатов трудящихся, членом Приморского краевого комитета партии, членом Правления Всесоюзного общества «Знание» и членом редакционной коллегии журнала «Земля Сибирская, Дальневосточная».
Андрей Григорьевич Воложенин скончался 14 сентября 1975 года в городе Уссурийске Приморского края, ныне город — административный центр Уссурийского городского округа того же края. Похоронен в городе Уссурийске Могила является памятником истории, Постановление Администрации Приморского края № 339-па от 7 октября 2010 года.

## Награды и звания
- Герой Социалистического Труда, 22 марта 1966 года
  - Орден Ленина № 336184
  - Медаль «Серп и Молот» № 11628
- Заслуженный агроном РСФСР, 3 марта 1962 года
- Серебряная медаль ВСХВ, 1940 год

## Память
- Улица Воложенина в посёлке Тимирязевском Уссурийского городского округа Приморского края[4].
- Мемориальная доска на здании, где он работал с 25 июля 1927 года по 1 февраля 1971 года, посёлок Тимирязевский, ул. Воложенина, 32 — 43°51′23″ с. ш. 131°57′23″ в. д.HGЯO

## Научные труды
- Воложенин А.Г. Возможные изменения в технике культуры. — Владивосток: Д-В контора Рисотреста, типо-лит. акц. о-ва „Книжное дело“ № 1 им. тов. Волина, 1930. — 51 с. — 2000 экз.[5]
- Воложенин А.Г. Агроправила по культуре риса на 1933 год. — Хабаровск: Дальгиз, типо-лит. № 1 Дальполиграфтреста в Владивостоке, 1933. — 88 с. — 5000 экз.[6]
- А.Г. Воложенин, А.Г. Есипов, А.А. Мусатов, Г.И. Подойницын. Агротехника риса. — Хабаровск: Дальгиз. Типо-лит. изд-ва „Кр. знамя“, 1938. — 116 с. — 2000 экз.[7]
- Воложенин А.Г. Основные вопросы агротехники сои. — Владивосток: Примор. кн. изд., 1962. — 22 с. — 2000 экз.[8]
- Соя в Приморском крае / Ред. коллегия: канд с.-х. наук А.Г. Воложенин и др.. — Владивосток: Дальневост. кн. изд., 1965. — 247 с. — 1000 экз.[9]
- Воложенин А.Г. Сорняки и меры борьбы с ними. — Владивосток: Дальневост. кн. изд., 1969. — 76 с. — 3000 экз.[10]
- Воложенин А.Г. О системе земледелия в Приморском крае. — Владивосток: Дальневост. кн. изд-во, 1971. — 147 с. — 3000 экз.[11]

## Семья
- Жена Воложенина Евдокия Александровна (17 июня 1913 — 29 января 1993, Уссурийск), есть дети, внуки.